# Чалікдан
Чалікдан (перс. چليكدان) — село в Ірані, у дегестані Ґафше-Лашт-е-Неша, у бахші Лашт-е-Неша, шагрестані Решт остану Ґілян. За даними перепису 2006 року, його населення становило 380 осіб, що проживали у складі 119 сімей.

## Клімат
Середня річна температура становить 14,49°C, середня максимальна – 28,60°C, а середня мінімальна – -0,32°C. Середня річна кількість опадів – 1206 мм.
| Клімат поселення                              | Клімат поселення | Клімат поселення | Клімат поселення | Клімат поселення | Клімат поселення | Клімат поселення | Клімат поселення | Клімат поселення | Клімат поселення | Клімат поселення | Клімат поселення | Клімат поселення | Клімат поселення |
| Показник                                      | Січ.             | Лют.             | Бер.             | Квіт.            | Трав.            | Черв.            | Лип.             | Серп.            | Вер.             | Жовт.            | Лист.            | Груд.            |                  |
| Середній максимум, °C                         | 8,71             | 9,12             | 11,80            | 17,84            | 21,84            | 25,48            | 28,60            | 28,20            | 25,07            | 21,18            | 16,74            | 12,37            |                  |
| Середня температура, °C                       | 4,20             | 4,60             | 7,29             | 13,32            | 17,30            | 20,97            | 24,28            | 23,87            | 20,75            | 16,88            | 12,42            | 8,04             |                  |
| Середній мінімум, °C                          | −0,32            | 0,08             | 2,77             | 8,81             | 12,80            | 16,41            | 19,94            | 19,54            | 16,40            | 12,53            | 8,08             | 3,72             |                  |
| Норма опадів, мм                              | 121              | 98               | 89               | 48               | 47               | 32               | 32               | 63               | 136              | 210              | 181              | 149              |                  |
| Середньомісячна швидкість вітру, м/с          | 2.30             | 2.41             | 2.40             | 2.36             | 2.39             | 2.57             | 2.60             | 2.30             | 2.10             | 2.13             | 2.00             | 2.08             |                  |
| Середньомісячна сонячна радіація, кДж/м²·день | 6877             | 8957             | 10933            | 15544            | 19779            | 21822            | 22534            | 19006            | 15466            | 10742            | 8575             | 6601             |                  |
| --------------------------------------------- | ---------------- | ---------------- | ---------------- | ---------------- | ---------------- | ---------------- | ---------------- | ---------------- | ---------------- | ---------------- | ---------------- | ---------------- | ---------------- |
| Джерело:                                      |                  |                  |                  |                  |                  |                  |                  |                  |                  |                  |                  |                  |                  |